# ایتاکا (فیلم)
ایتاکا (به انگلیسی: Ithaca)، که در ایران با عنوان نامه‌رسان نیز معروف است، فیلمی درام به کارگردانی مگ رایان است.
نامه‌رسان یک فیلم درام آمریکایی محصول سال ۲۰۱۵ به کارگردانی مگ رایان و نویسندگی اریک جندرسن است. این فیلم بر پایهٔ رمان سال ۱۹۴۳ با عنوان کمدی انسانی نوشتهٔ ویلیام سارویان ساخته شده‌است. بازیگران فیلم عبارت‌اند از الکس نئوشتتر، جک کواید، مگ رایان، سم شپرد، هامیش لینکلیتر و تام هنکس. این فیلم در ۹ سپتامبر ۲۰۱۶ توسط Momentum Pictures اکران شد.

## داستان
در سال ۱۹۴۲، هومر مکالی نوجوان ۱۴ سالهٔ مصممی است که برای حمایت از مادر بیوه‌اش، کیتی، خواهر بزرگ‌ترش بس و برادر چهار ساله‌اش اولیس، به‌دنبال کار به‌عنوان پیک تلگراف می‌گردد. او تصمیم دارد بهترین و سریع‌ترین پیک دوچرخه‌سوار شهر خیالی ایتاکا در کالیفرنیا باشد.
اولین تلگرامی که هومر تحویل می‌دهد، به زنی اسپانیایی‌زبان است که سواد خواندن انگلیسی ندارد. او از هومر می‌خواهد آن را برایش بخواند. تلگرام از سوی وزیر دفاع است که خبر کشته شدن پسرش در جنگ را می‌دهد.
برادر بزرگ‌تر هومر، مارکوس، به‌همراه بیشتر جوانان شهر به خدمت در جنگ جهانی دوم رفته‌اند و خانواده‌ها را در نگرانی گذاشته‌اند. پدر خانواده نیز به‌تازگی در جنگ جان باخته‌است.
مارکوس مرتباً نامه می‌نویسد و از زندگی‌اش در جبهه می‌گوید. او هومر را یادآور می‌شود که در نبودش، مرد خانه است.
هومر در محل کار وظیفه دارد مواظب باشد که ویلی گروگان، اپراتور تلگراف، بیدار بماند. او با آب سرد و قهوهٔ غلیظ، گروگان را بیدار می‌کند. هومر در حین تحویل تلگراف‌هایی که حامل پیام‌های عشق، آرزو، درد و مرگ هستند، کم‌کم معصومیت نوجوانی‌اش را از دست می‌دهد؛ درحالی‌که امیدوار است یکی از آن‌ها خبر بازگشت برادرش باشد.
هومر به اولیس حسادت می‌کند چون به‌نظر می‌رسد از جنگ نمی‌ترسد و بی‌خبر از آن است. دل‌ناگران، او به دفتر تلگراف بازمی‌گردد تا در صورت نیاز آماده باشد.
کیتی گاه‌به‌گاه شوهرش متیو را «می‌بیند». وقتی هومر شبی با کابوس بیدار می‌شود و فردایش حسادتش به بی‌پروایی اولیس را برای مادر بازگو می‌کند، او دوباره شوهرش را می‌بیند. آن روز حتی پسربچه نیز با دیدن ویترین عجیبی که در آن آدمی نیمه‌ماشینی دیده می‌شود، وحشت‌زده می‌شود. همان شب، هومر نامه‌ای از مارکوس را برای آقای گروگان با صدای بلند می‌خواند که در آن گفته اگر برادرش در جنگ کشته شود، خود را از دنیا جدا خواهد کرد.
عصر روز بعد، هومر به آقای گروگان سر می‌زند و او را مرده می‌یابد، پس از آن‌که آخرین تلگرامش را تایپ کرده‌است؛ همان تلگرامی که هومر از آن هنگام رفتن برادرش می‌ترسید. توبی، هم‌رزم مارکوس، به‌همراه هومر به خانهٔ مکالی‌ها می‌رود تا خبر مرگ مارکوس را برساند.

## بازیگران
- الکس نئوشتتر در نقش هومر مکالی
- مگ رایان در نقش کیت مکالی
- جک کواید در نقش مارکوس مکالی
- سم شپرد در نقش ویلی گروگان
- هامیش لینکلیتر در نقش تام اسپنگلر
- تام هنکس در نقش متیو مکالی
- کریستین نلسن در نقش بس مکالی
- اسپنسر هاول در نقش اولیس مکالی
- زکری وبر در نقش هورس
- نیک ویلیامز در نقش تگزاس
- لوئیس رابینز در نقش خانم بوفر
- رابین اسکای در نقش خانم براکینگتون
- اسکات شپرد در نقش کوربت *جیکوب رودریگز در نقش شگ
- گابریل باسو در نقش توبی جورج
- مولی گوردون در نقش مری آرنا
- ناتان رایتر در نقش ایناک